# Cinchonismus
Cinchonismus ist ein Überbegriff für eine Konstellation an unterschiedlichen Symptomen, die im Zuge einer Vergiftung mit Chinin (oder einem Chininderivat) einhergehen. Der Name rührt von der lateinischen Bezeichnung Cinchona der Chinarindenbäume her.

## Ursachen
Eine Einnahme von Chinin, beispielsweise im Rahmen einer Malariaprophylaxe bzw. -therapie und Behandlung des Lupus erythematodes oder auch durch (un)absichtliche Einnahme des Wirkstoffes führt in entsprechender Dosierung zum Cinchonismus. Chinin findet sich auch als Bitterstoff in manchen Erfrischungsgetränken (z. B. Tonic Water), wobei hier selten ausreichende Mengen konsumiert werden, um zu relevanten Beschwerden zu führen.

## Beschreibung
Die Symptome schwanken je nach Ausmaß der Überdosierung von Chinin. Leichte Beschwerden umfassen unter anderem Schwitzen, Ausschlag, Flush-Symptomatik, Photosensibilität, Seh- und Hörstörungen (Hochtonschwerhörigkeit), Tinnitus,  Kopfschmerzen und Bauchschmerzen, Schwindel, Übelkeit, Erbrechen oder Diarrhoe. Es können bei schwereren Vergiftungen auch gravierendere Beschwerden wie Hypoglykämie, Hypotonie, Vigilanzminderung, temporäre Blindheit oder (teilweise auch irreversible) Gesichtsfeldeinschränkungen, Herzrhythmusstörungen, toxische Kardiomyopathie und Atemlähmungen auftreten.
Die Nebenwirkungen beruhen auf einer Hemmung der mitochondrialen Atmung sowie einer Blockierung der Synthese der DNA. Die tödliche Dosis liegt für einen erwachsenen Menschen bei etwa fünf bis zehn Gramm Chinin. Der Tod tritt durch zentrale Atemlähmung ein.

## Behandlung
Die auslösende Substanz muss abgesetzt werden, bis die Beschwerden sistieren. Einzelne Beschwerden können eine spezifischere symptomatische Therapie erfordern.